# Décès en 1421
Décès
- 1417
- 1418
- 1419
- 1420
- 1421
- 1422
- 1423
- 1424
- 1425

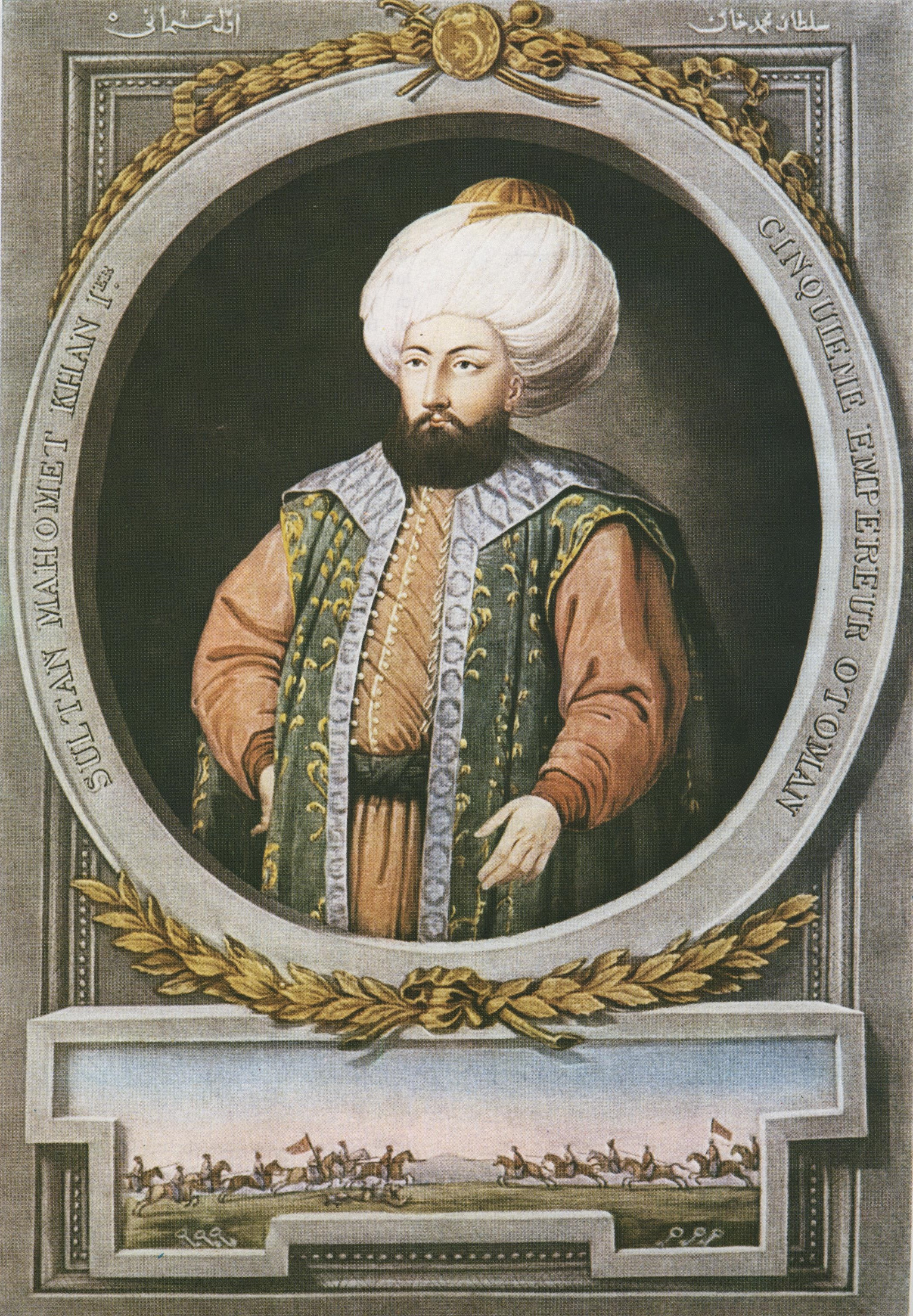
Mehmed Ier, mort en 1421.

Cette page dresse une liste de personnalités mortes au cours de l'année 1421 :
- 10 janvier : 
  - Bartolomeo Trinci, condottiere italien et seigneur de Foligno.
  - Niccolò I Trinci, condottiere italien et seigneur de Foligno.
- février : Henri III de Holstein-Rendsbourg, évêque du Diocèse d'Osnabrück sous le nom d'Henri Ier, mais également comte de Holstein-Rendsbourg et régent du duché de Schleswig.
- 16 février : Michel Pintoin, moine de l'abbaye de Saint-Denis, prévôt de la Garenne (dépendance de l'abbaye), chantre de la communauté.
- 3 mars : Jean Kropidło, duc Strzelce et 1396 puis celui de duc Opole et archevêque de Gniezno.
- 22 mars : Thomas de Lancastre, comte d'Albemarle et duc de Clarence.
- 5 avril : Balthazar de Mecklembourg-Werle-Güstrow, co-prince de Werle-Güstrow et prince de Wenden ou des Wendes.
- 19 mai : Albrecht von Wertheim, prince-évêque de Bamberg.
- 21 mai : Mehmed Ier, 5e sultan ottoman.
- 25 juin : Jean II Le Meingre, surnommé Boucicaut (deuxième du nom), maréchal de France.

- Al-Muayyad Abu an-Nasir Chaykh al-Muhammudi, sultan mamelouk burjite qui règne en Égypte.
- Francesco da Fiano, écrivain humaniste italien.
- Guillaume de Bastidos, évêque de Vabres.
- Frédéric de Brunswick-Grubenhagen, duc de Brunswick-Lunebourg de la maison des Welf.
- Pons de Langeac, viguier d’Avignon et recteur du Comtat Venaissin.
- Philibert de Naillac, 34e grand maître de l'ordre de Saint-Jean de Jérusalem.
- Nanni di Banco, sculpteur florentin.
- Khizr Khân, sultan de Delhi.
- Étienne Ostojić de Bosnie, ou Stefan Ostojić, roi de Bosnie.
- Dalmasio Scannabecchi, peintre italien des débuts de la Renaissance.
- Barom Soccoroch, souverain de l’Empire khmer.
- Angelo Tartaglia, ou Angelo Broglio da Lavello dit Tartaglia, militaire et condottiere italien.

## Crédit d'auteurs
- Cet article est partiellement ou en totalité issu de l'article intitulé « 1421 » (voir la liste des auteurs).